# Список умерших в 548 году

## Июнь
- 28 июня — Феодора, византийская императрица, супруга и соправительница императора Юстиниана I, православная святая.

## Дата смерти неизвестна или требует уточнения
- Гликерий Кузеранский, епископ Кузерана; святой.
- Лантахарий, франкский герцог.
- Теудис, король вестготов (531—548).